# Kelli Goss
Kelli Goss (Valencia, California, 1 de febrero de 1992) es una actriz estadounidense. 

## Carrera
Debutó en el mundo de la actuación con My name is Earl en el 2007.
Posteriormente apareció en United States of Tara en el año 2009. 
Es más conocida por interpretar a Jennifer 2 en la exitosa serie Big Time Rush reemplazando temporalmente a Spencer Locke mientras filmaba Resident Evil Afterlife. 
En 2013 se unió al elenco de la serie The Young and the Restless donde interpretó a Courtney Sloan, hasta 2015.
En 2015 apareció en la serie The Big Bang Theory donde interpretó a Chelsea.
En 2016 se unió a la serie The Ranch donde interpretó a Heather.

## Filmografía
| Año       | Serie/Película             | Personaje       | Notas                                                      |
| --------- | -------------------------- | --------------- | ---------------------------------------------------------- |
| 2007      | My name is Earl            | Joy             | Serie de TV, estrella invitada 2 episodios                 |
| 2009      | United States of Tara      | Adina           | Serie de TV, estrella invitada 1 episodio                  |
| 2009      | True Jackson VP            | Monique         | Serie de TV, Nickelodeon, estrella invitada 1 episodio     |
| 2009      | Hannah Montana             | Chelsea         | Serie de TV, Disney Channel, estrella invitada 2 episodios |
| 2010      | I'm in the Band            | Trina           | Serie de TV Disney Channel,estrella invitada 1 episodio    |
| 2010      | Victorious                 | Jana            | Serie de TV Nickelodeon, estrella invitada 1 episodio      |
| 2010      | Memphis Beat               | Jess Hatcher    | Serie de TV, estrella invitada 1 episodio                  |
| 2010—2013 | Big Time Rush              | Jennifer 2      | Serie de TV Nickelodeon, papel secundario                  |
| 2013—2015 | The Young and the Restless | Courtney Sloan  | 83 episodios                                               |
| 2012      | Sexting in Suburbia        | Skylar Reid     | Película, papel principal                                  |
| 2012      | Hollywood Heights          | Kim             | Serie de TV                                                |
| 2013–2015 | The Young and the Restless | Courtney Sloane | Recurrente                                                 |
| 2015      | The Big Bang Theory        | Chelsea         | Episodio: "La degradación de la comunicación"              |
| 2016      | Furst Born                 | Brianna Wheeler | Serie de TV                                                |
| 2016-2020 | The Ranch                  | Heather         | 21 episodios                                               |